# Olbiogaster erythrohydrus
Olbiogaster erythrohydrus är en tvåvingeart som beskrevs av Tozoni 1993. Olbiogaster erythrohydrus ingår i släktet Olbiogaster och familjen fönstermyggor. Inga underarter finns listade i Catalogue of Life.